# Progressive Muskelentspannung
Bei der progressiven Muskelentspannung (kurz PME; auch progressive Muskelrelaxation, kurz PMR, progressive Relaxation, kurz: PR, oder Tiefenmuskelentspannung) nach Edmund Jacobson handelt es sich um ein Entspannungsverfahren. Bei diesem soll durch die willentliche und bewusste An- und Entspannung bestimmter Muskelgruppen ein Zustand tiefer Entspannung des ganzen Körpers erreicht werden. Dabei werden nacheinander die einzelnen Muskelpartien in einer bestimmten Reihenfolge zunächst angespannt, die Muskelspannung wird kurz gehalten, und anschließend gelöst. Die Konzentration der Person wird dabei auf den Wechsel zwischen Anspannung und Entspannung gerichtet und auf die Empfindungen, die mit diesen unterschiedlichen Zuständen einhergehen. Ziel des Verfahrens ist eine Senkung der Muskelspannung unter das bis dahin normale Niveau aufgrund einer verbesserten Körperwahrnehmung. Mit der Zeit soll die Person lernen, muskuläre Entspannung herbeizuführen, wann immer sie dies möchte. Zudem sollen durch die Entspannung der Muskulatur auch andere Zeichen körperlicher Unruhe oder Erregung reduziert werden können wie beispielsweise Herzklopfen, Schwitzen oder Zittern. Darüber hinaus können Muskelverspannungen aufgespürt und gelockert und damit Schmerzzustände verringert werden.

## Anwendungsmöglichkeiten
Die Methode der progressiven Muskelentspannung wird häufig im Rahmen einer Verhaltenstherapie eingesetzt, beispielsweise bei der Behandlung von Angststörungen, wo sie im Rahmen einer systematischen Desensibilisierung zur Anwendung kommt. Aber auch bei arterieller Hypertonie, Kopfschmerzen, chronischen Rückenschmerzen, Schlafstörungen sowie Stress lassen sich mit progressiver Muskelentspannung gute Erfolge erzielen.
Heutzutage werden bspw. in Deutschland Kurse an Volkshochschulen sowie bei den gesetzlichen Krankenkassen angeboten, in denen man die progressive Muskelentspannung erlernen kann. Es besteht jedoch auch die Möglichkeit der Selbstschulung mit Hilfe von Büchern und Entspannungs-CDs. Unklar ist hierbei, ob eine musikalische Unterstützung die Wirkung der Muskelentspannung verstärken kann oder aber als eher ablenkend zu beurteilen ist.
Neben der Verwendung bei der systematischen Desensibilisierung nach Wolpe wird die PMR auch bei der verdeckten Sensibilisierung (engl. covert sensitization,) verwendet, um die gerichtete Aufmerksamkeit und eine klare Vorstellung zu fördern. Bei der differenziellen Entspannung dient die PMR als Ausgangsbasis.

## Klinische Belege und Wirksamkeit
In einer 1994 publizierten Metastudie wurden 66 bis 1985 publizierte Studien mit zusammen etwa 3000 Patienten zur PME als eigenständigem (und nicht lediglich die Verhaltenstherapie unterstützendem) Therapieverfahren ausgewertet. In 75 % der Studien wurden deutliche Symptombesserungen, in 60 % darüber hinaus Verbesserungen der allgemeinen Befindlichkeit festgestellt. Diese waren stabil. Bei Angst- und Spannungszuständen (inklusive damit verbundener körperlicher Beschwerden) sei die spezifische Wirksamkeit der PME gut belegt. Die PME sei differentiell wirksam, am besten bei Patienten mit leichteren Symptomen, die von vornherein der Wirksamkeit der PME positiv gegenüberstanden. Aufgrund dessen und der relativ leichten Erlernbarkeit wird die PME als das für die klinische Praxis geeignetste Entspannungsverfahren bezeichnet.

## Muskelgruppen
In der Ursprungsversion arbeitete Jacobson mit 30 Muskelgruppen. Im Zuge der Weiterentwicklung und Forschung wurden kürzere Versionen entwickelt. Bernstein und Borkovec (1978) beginnen mit nur 16 Muskelgruppen, die mit zunehmender Übung auf bis zu vier Muskelgruppen reduziert werden können.
Spätere Weiterentwicklungen sind die Konditionierte Entspannung nach Paul und Goldfried oder die Angewandte Entspannung nach Öst.

## Kontraindikationen
Die Angaben zu Kontraindikationen sind in der Literatur nicht ganz einheitlich. Einerseits bestünden spezifische Kontraindikationen für dieses Entspannungsverfahren nicht, andererseits liest man dennoch von relativen Kontraindikationen. Bei Migräne sei Entspannung als Anfallsprophylaxe prinzipiell erfolgversprechend, nur im direkten Vorfeld kontraindiziert. Absolute Kontraindikationen seien selten, wie beispielsweise bei Psychosen in einer akuten Episode.